# 瑞典通用电气公司
瑞典通用电气公司（瑞典語：Allmänna Svenska Elektriska Aktiebolaget，简称ASEA）是瑞典一家著名的电力工业工程公司，前身为斯德哥尔摩电气公司，由瑞典人卢德维格·弗雷德霍尔姆（Ludvig Fredholm）与工程师约纳斯·文斯特伦（Jonas Wenström）于1883年合伙创立，至1890年该公司与文斯特伦－格兰斯特伦电气公司合并，组成瑞典通用电气公司，总部设在韦斯特罗斯，为瑞典的工业企业提供电气设备。自19世纪末开始，电力获得广泛应用，使人类社会跨入电气时代，为企业提供了急速成长的市场。第二次世界大战结束后，ASEA开始涉足高压输电、核能发电等多元化业务，并进军国际市场。1987年8月，ASEA与瑞士的勃朗-包维利股份公司（Brown, Boveri & Cie）共同成立联合持股的ABB集团（Asea Brown Boveri），双方各持50%股份。

## 参看
- ABB集团
- 瑞典经济